# Lisa Chappell
Lisa Irene Chappell (Auckland, 18 oktober 1968) is een Nieuw-Zeelandse actrice en zangeres.
Ze begon haar televisieloopbaan in de televisieserie Gloss. Daarna was ze te zien in verschillende series, zoals Hercules: The Legendary Journeys. Toch is ze het bekendst door de rol van Claire in McLeod's Daughters.
Na de serie Gloss verhuisde ze naar Sydney (Australië) voor een acteursopleiding in het Actors Centre. 2 jaar nadat ze de opleiding had afgerond, werd ze gecast als Claire in McLeod's Daughters. In 2002 won ze de TV-week-Logie-award voor nieuw talent en in 2004 won ze de Zilveren Logie-award voor populairste tv-persoonlijkheid voor haar rol van Claire in McLeod's Daughters.
Ze is in 2001 met Chris Taylor getrouwd, nadat ze hem had ontmoet op een verjaardagsfeestje van Rachael Carpani. Lisa en Chris zijn in 2005 gescheiden.
In 2006 bracht Lisa ook een muziekalbum uit, genaamd 'When Then Is Now'.
- Biblioteca Nacional de España: XX4808201
- International Standard Name Identifier: 0000 0000 6561 6296
- Library of Congress Control Number: no2011190133
- MusicBrainz: ac5f5dda-3f3a-446a-b328-88b03cefa42c
- Virtual International Authority File: 90686971
- WorldCat: E39PBJkp866V7JM6TYKpd9BXVC